# Campionati europei juniores di scherma 2007
I Campionati europei juniores di scherma del 2007 (2007 European Juniors Fencing Championships) sono stati organizzati dalla Confederazione europea di scherma e si sono svolti a Praga in Repubblica Ceca, dal 30 ottobre al 4 novembre 2007.
Nel fioretto, si sono aggiudicati il titolo di campione europeo il francese Jean-Paul Tony Helissey, che ha battuto in finale il russo Dmitry Zherebchenko., e l'italiana Arianna Errigo che ha avuto la meglio sulla connazionale Maddalena Tagliapietra.
Nella spada il tedesco Te-Mao Tran ha battuto in finale il magiaro Andras Peterdi, mentre tra le donne la magiara Edina Antal ha superato l'ucraina Anfisa Pochkalova.
Nella sciabola l'ucraino Dmytro Pundyk ha prevalso sul magiaro Aron Szilagyi., mentre l'italiana Irene Vecchi ha battuto l'ucraina Olga Zhovnir.
Nei campionati europei juniores a squadre maschili, la nazionale italiana ha prevalso nella finale del fioretto contro la Russia., mentre la nazionale italiana ha vinto nella spada contro la formazione francese., ed infine la nazionale ucraina ha avuto la meglio sulla compagine magiara nella sciabola.
Nei campionati europei juniores a squadre femminili, la nazionale russa ha prevalso nella finale del fioretto contro l'Italia, l'Estonia ha vinto nella spada contro la compagine russa, ed infine la formazione russa ha avuto la meglio sulla nazionale francese nella sciabola.

## Podi

### Uomini
| Specialità  | Oro                                                                   | Argento                                                                           | Bronzo                                                                    |
| Individuali |                                                                       |                                                                                   |                                                                           |
| Fioretto    | Jean-Paul Tony Helissey                                               | Dmitry Zherebchenko                                                               | Dmitry Komissarov Andriy Pogrebnyak                                       |
| Spada       | Te-Mao Tran                                                           | Andras Peterdi                                                                    | Guillaume Boisseau Tobias Messmer                                         |
| Sciabola    | Dmytro Pundyk                                                         | Aron Szilagyi                                                                     | Tiberiu Dolniceanu Luigi Miracco                                          |
| A squadre   |                                                                       |                                                                                   |                                                                           |
| Fioretto    | Italia Tobia Biondo Niccolò Meringolo Martino Minuto Michele Pirrazzo | Russia Artur Akhmatkhuzin Sergey Doroshenko Dmitry Komissarov Dmitry Zherebchenko | Francia Paul Fausser Julien Mertine Alexis Riboud Jean-Paul Tony Helissey |
| Spada       | Italia Luca Ferraris Edoardo Munzone Samuele Rivolta Matteo Trager    | Francia Alexandre Blaszyck Guillaume Boisseau Yannick Borel Thomas Masmejean      | Russia Ramil Gaisin Pavel Sukhov Ramil Vafin Alexander Velikanov          |
| Sciabola    | Ucraina Anton Kuksa Dmytro Pundyk Mykhailo Sklonnyy Andriy Yagodka    | Ungheria Csaba Gall Bence Gemesi Nicolas Iliasz Aron Szilagyi                     | Russia Ivan Anikin Matvey Matushkin Nikita Proskura Alexey Shevlyakov     |

### Donne
| Specialità  | Oro                                                                              | Argento                                                                           | Bronzo                                                                         |
| Individuali |                                                                                  |                                                                                   |                                                                                |
| Fioretto    | Arianna Errigo                                                                   | Maddalena Tagliapietra                                                            | Kamilla Gafurzianova Inna Deriglazova                                          |
| Spada       | Edina Antal                                                                      | Anfisa Pochkalova                                                                 | Katarzyna Dabrowa Ewa Nelip                                                    |
| Sciabola    | Irene Vecchi                                                                     | Olga Zhovnir                                                                      | Cecilia Berder Nina Kozlova                                                    |
| A squadre   |                                                                                  |                                                                                   |                                                                                |
| Fioretto    | Russia Inna Deriglazova Kamilla Gafurzianova Ekaterina Kazhikina Diana Yakovleva | Italia Martina Batini Arianna Errigo Maddalena Tagliapietra Valentina De Costanzo | Francia Joanna Bagnolini Victoria Bailey Theodora Fosse Anne-Carole Zouari     |
| Spada       | Estonia Julia Beljajeva Nelli Differt Erika Kirpu Julia Oleinik                  | Russia Olga Kochneva Violetta Kolobova Vlada Vlasova Yana Zvereva                 | Polonia Katarzyna Dabrowa Renata Knapik-Miazga Dominika Mosler-Plura Ewa Nelip |
| Sciabola    | Russia Veronika Danilova Julija Gavrilova Anna Illarionova Anna Tkachenko        | Francia Cecilia Berder Alizee Jammes Clara Jaquet Flora Palu                      | Germania Alexandra Bujdoso Paula Kuchcinski Anna Limbach Margarita Tschomakova |